# ويليام إي. هيو
ويليام إي. هيو (بالإنجليزية: William E. Vaughan)‏ هو كاتب أمريكي، ولد في 8 أكتوبر 1915 في سانت لويس في الولايات المتحدة، وتوفي في 25 فبراير 1977.